# Josef Erlacher
Josef Erlacher (8 maggio 1965) è un ex sciatore alpino italiano ipovedente, vincitore di due medaglie paralimpiche.

## Biografia

### Carriera sciistica
Sciatore polivalente, Erlacher debuttò ai Giochi paralimpici invernali a Innsbruck 1988, dove vinse la medaglia di bronzo nella discesa libera e si classificò 4º nello slalom gigante, e alle successive Paralimpiadi di Tignes 1992 si piazzò 4º nel supergigante e non completò lo slalom gigante; a quelle di Lillehammer 1994 conquistò nuovamente la medaglia di bronzo nella discesa libera, fu 4º nel supergigante e nello slalom gigante e non completò lo slalom speciale. Agli Europei del 1997 vinse la medaglia di bronzo nel supergigante e ai Mondiali di Ayent 2000 conquistò la medaglia d'argento nella medesima specialità e fu 6º nello slalom gigante; ai VIII Giochi paralimpici invernali di Salt Lake City 2002, suo congedo agonistico, si classificò 8º nella discesa libera e non completò il supergigante.

### Altre attività
Figlio di imprenditori edili altoatesini, studiò all'Istituto tecnico commerciale di Bolzano e si laureò in economia aziendale presso l'Università di Innsbruck; consulente aziendale, risiede a Villandro.

## Palmarès

### Paralimpiadi
- 2 medaglie[2]:
  - 2 bronzi (discesa libera a Innsbruck 1988; discesa libera a Lillehammer 1994)

### Mondiali
- 1 medaglia (dati parziali)[1]:
  - 1 argento (supergigante ad Ayent 2000)

### Europei
- 1 medaglia (dati parziali)[1]:
  - 1 bronzo (supergigante nel 1997)